# مقاطعة جوواب (يوتا)
مقاطعة جوبا (بالإنجليزية: Juab County)‏ هي إحدى مقاطعات ولاية يوتا في الولايات المتحدة الأمريكية.